# Agnes de Austria
Agnes de Austria, cunoscută și ca Agnes de Babenberg (în poloneză Agnieszka Babenberg; n.  ? – d. 25 ianuarie 1163, Altenburg, Ducatul de Saxa-Altenburg, Sfântul Imperiu Roman), aparținând Casei de Babenberg, a fost ducesă de Polonia și Silezia prin căsătoria cu ducele Vladislav al II-lea.

## Biografie
Agnes a fost fiica margrafului Leopold al III-lea al Austriei și a celei de-a doua soții a sa, Agnes de Waiblingen, fiica împăratului Henric al IV-lea.
Astfel, prin mama sa, Agnes descindea din Salieni - cârmuitorii Sfântului Imperiu Roman din 1024 până în 1125 la moartea lui Henric al V-lea, fratele mamei ei. Agnes era sora vitregă a ducelui Frederic al II-lea al Suabiei și a regelui german Conrad al III-lea, ambii provenind din prima căsătorie a mamei ei cu ducele Suabiei, Frederic I. Sora ei, Iudita, s-a căsătorit cu margraful Wilhelm al V-lea de Montferrat, iar fratele ei, Otto de Freising, a fost episcop și cronicar.
Potrivit cronicarului Wincenty Kadłubek⁠(d), episcop al Cracoviei, Agnes era o femeie foarte ambițioasă și energică, mândră de originile ei. El a numit-o pe Agnes în cronica sa tygrysica (în traducere din poloneză „tigroaică”).
Ducele polonez Boleslav al III-lea căuta aliați împotriva lui Lothar al III-lea, devenit rege german în 1125. Babenbergii și Stauferii, înrudiți cu dispăruții Salieni, erau cei mai potriviți. Alianța lor a fost pecetluită prin căsătoria dintre Vladislav al II-lea, fiul cel mare Boleslav al III-lea, cu Agnes care a avut loc în 1125. Potrivit unor istorici, Agnes a primit ca zestre Ducatul de Silezia de la tatăl ei.

### Ducesă de Polonia
Boleslav al III-lea a murit la 28 octombrie 1138. Testamentul acestuia a împărțit Polonia între fiii săi. Fiind cel mai mare fiu, Vladislav al II-lea, a primit suzeranitatea asupra Poloniei cu titlul de duce senior (princeps). Pe lângă Silezia, el a primit Ducatul de Cracovia care includea Polonia Mică, estul Poloniei Mari și Cuiavia de vest, precum și Pomerania. Frații săi vitregi, Boleslav al IV-lea, Mieszko al III-lea și Henric au primit fiecare câte un ducat. Orașul Łęczyca, pe care Boleslav al III-lea îl dădea soției sale, Salomea de Berg, pe toată durata vieții ca văduvă, a fost reintegrată posesiunilor familiei după moartea ei.
Vladislav al II-lea a început eforturile de reunificare a țării imediat după venirea la putere. Cronicarul Wincenty Kadłubek relatează că mai ales Agnes a declanșat conflictele dintre Vladislav al II-lea și frații săi vitregi deoarece ea considera că soțul ei, în calitate de frate mai mare, avea dreptul să cârmuiască singur. Pentru a întări autoritatea soțului ei, se spune că Agnes a participat la răsturnarea puternicului nobil Piotr Włostowic care era susținătorul celorlalți frați. Agnes a cerut moartea lui Włostowic, dar soțul ei a vrut să statueze un exemplu și l-a pedepsit lăsându-l fără vedere și grai.

### Exilul
Stăpânirea tiranică exercitată de cei doi soți, Vladislav și Agnes, i-a determinat pe supuși să treacă de partea celorlalți fii ai lui Boleslav al III-lea. La începutul anului 1146 trupele lui Vladislav au fost înfrânte lângă Poznań. Vladislav a fugit în Boemia, în timp ce Agnes și copiii au rămas la Cracovia unde au opus rezistență pentru o vreme celorlalți trei duci. Totuși fără succes, familia a trebuit să plece în exil.
După o scurtă perioadă de timp petrecută în Praga la curtea regelui Vladislav al II-lea al Boemiei, frate vitreg al lui Agnes, regele german Conrad al III-lea a oferit familiei ca refugiu palatul imperial din Altenburg. La început părea că Vladislav se va întoarce curând în Polonia. O campanie militară germană pornită împotriva celorlalți duci a eșuat, pe de-o parte datorită revărsării râului Oder și, pe de altă parte, datorită presiunii exercitate de margrafii Albert I de Brandenburg și Conrad I de Meissen asupra regelui german.
Fără ca acest eșec s-o descurajeze, Agnes a continuat să încerce a restabili domnia soțului ei. Ea a cerut intervenția papei Eugen al III-lea care și-a trimis legatul papal aflat în Polonia să-i convingă pe frații lui Vladislav să cedeze. Deoarece aceștia au refuzat, papa a pronunțat anatema asupra Poloniei fără însă a provoca vreo consecință deoarece episcopii îi susțineau totuși pe duci.

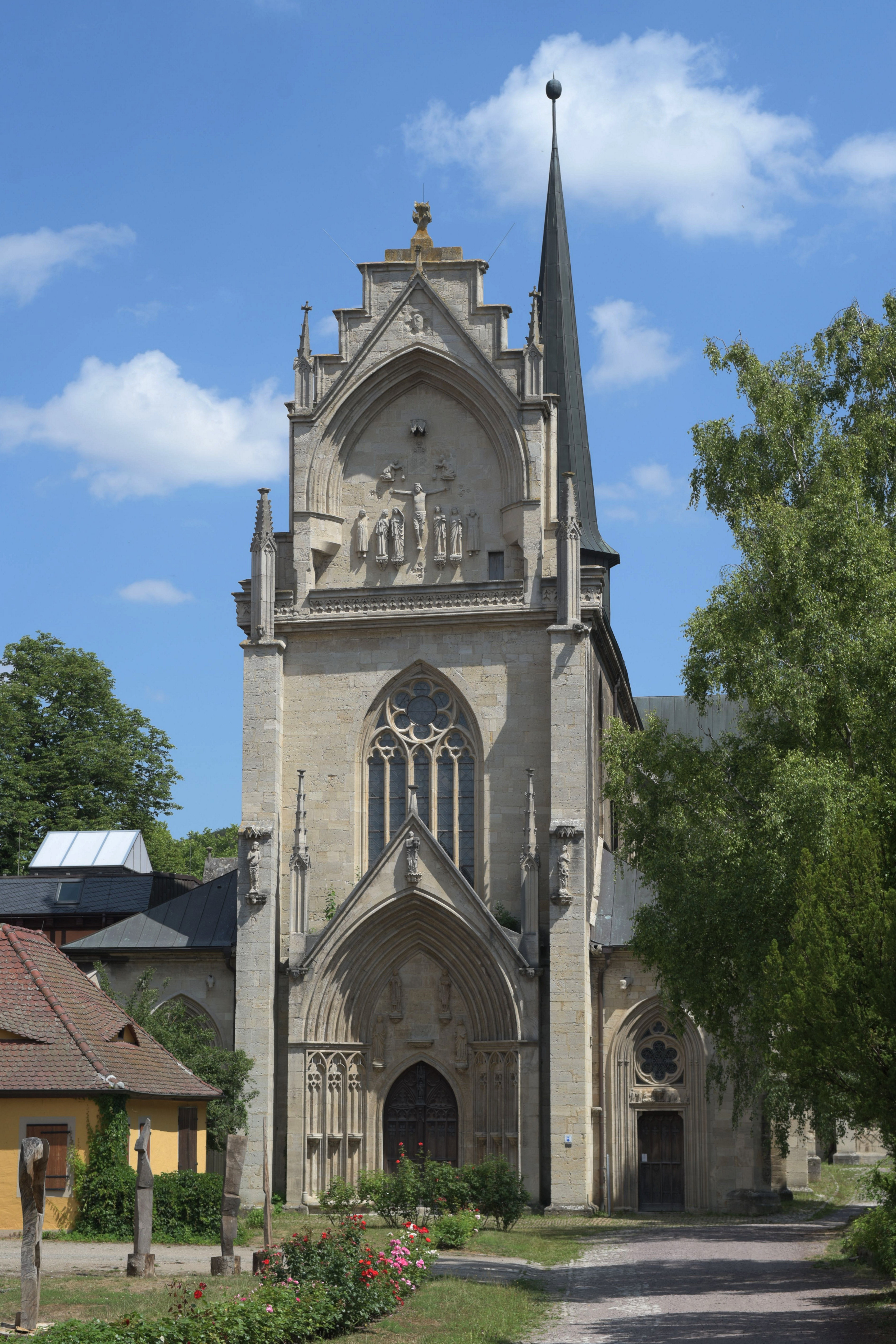
Mănăstirea cisterciană Pforta

În 1152 împăratul Conrad al III-lea a murit, iar nepotul său, Frederic Barbarossa, i-a urmat la tronul imperial. Agnes și Vladislav sperau să se întoarcă în Polonia. Barbarossa a început în 1157 o campanie militară împotriva Poloniei. Deși campania a avut succes, Barbarossa nu a redat lui Vladislav al II-lea tronul Poloniei, ci l-a instalat pe Boleslav al IV-lea ca duce senior deoarece acesta acceptase să-i plătească tribut. În ceea ce-l privește pe Vladislav al II-lea, Barbarossa a asigurat returnarea Ducatului de Silezia fiilor lui.

### Sfârșitul vieții
Agnes și Vladislav al II-lea au pierdut definitiv tronul polonez. Ei au rămas în Altenburg unde Vladislav a murit la 30 mai 1159. Sursele indică data morții lui Agnes ca fiind 24 sau 25 ianuarie, anul fiind controversat. Cert este că Agnes a supraviețuit soțului ei și că nu s-a mai întors în Polonia cu fiii ei după ce aceștia au moștenit Silezia. Se crede că Agnes a murit între 1160 și 1163 și a fost înmormântată în Mănăstirea cisterciană Pforta, în Naumburg lângă Saale.

## Descendenți
Agnes și Vladislav al II-lea au avut cinci copii:
- Boleslav (1127 – 18 decembrie 1201) supranumit „cel Înalt”, duce al Sileziei din 1163;
- Mieszko (1131 – 6 mai 1211), duce al Sileziei din 1163, duce senior al Poloniei în perioada 1210–1211;
- Richeza (1140 – 16 iunie 1185), căsătorită în 1152 cu regele Alfonso al VII-lea al Leonului și Castiliei, în 1162 cu contele Raimund Berengar al III-lea de Provence și în 1167 cu contele Albert al III-lea de Everstein;
- Conrad (1146/1157 – 17 ianuarie 1180/1190), duce al Sileziei din 1178;
- Albert (c. 1156 – c. 1168/1178).